# نظریه صلح دموکراتیک

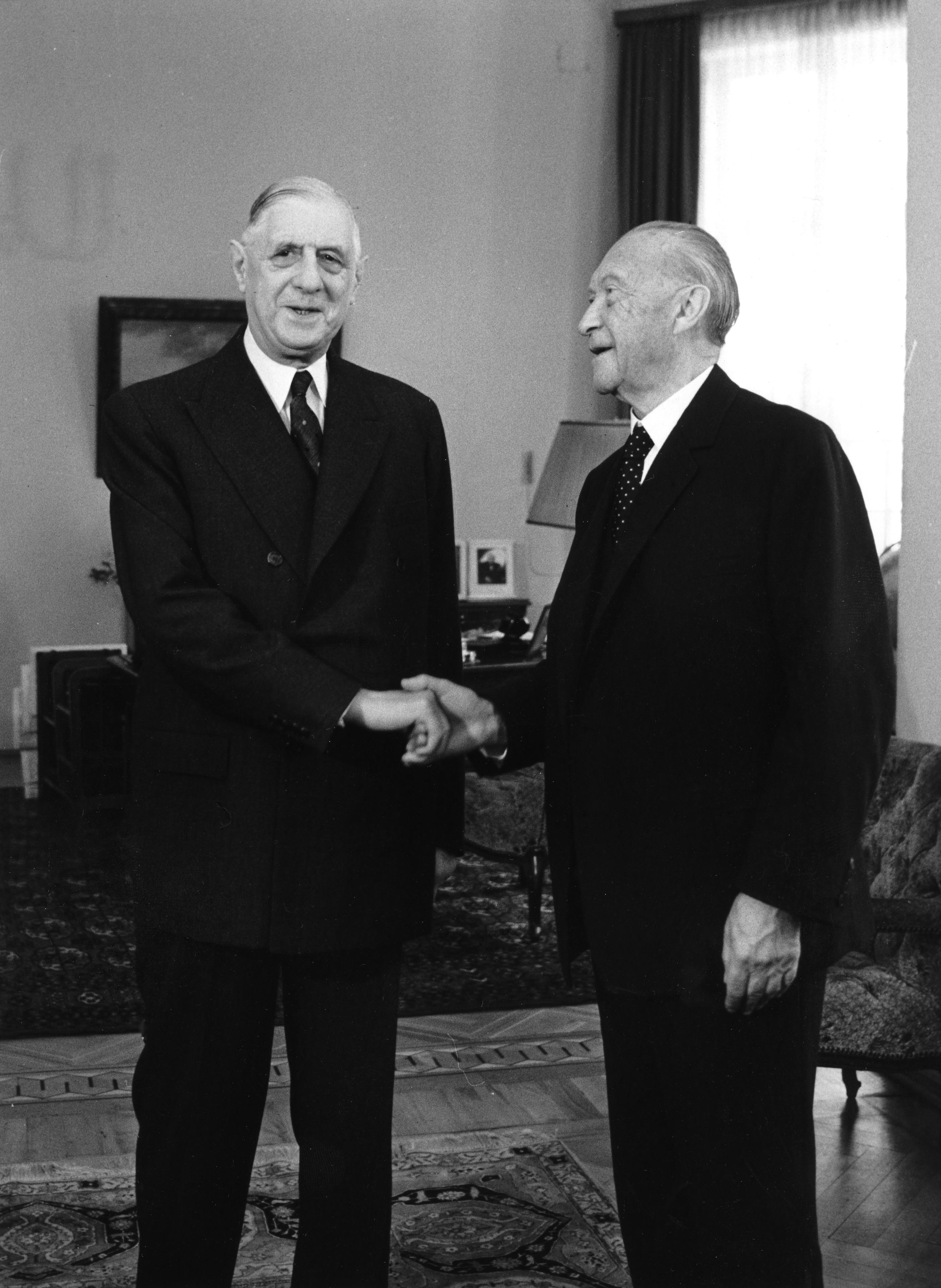
رئیس‌جمهور فرانسه شارل دوگل در حال دست دادن با صدراعظم آلمان غربی کنراد آدناور در بن، در سال ۱۹۶۳

نظریه صلح دموکراتیک یا (صلح دموکراتیک) نظریه‌ای است که فرض می‌کند دموکراسی‌ها از درگیرشدن در منازعات مسلحانه با دیگر دموکراسی‌های شناخته شده خودداری می‌کنند. در مقابل نظریه‌هایی که توضیح دهنده جنگ هستند، نظریه صلح دموکراتیک یک «نظریه صلح» است که انگیزه‌های بازدارنده خشونت دولتی را ترسیم می‌کند.
موافقان نظریه صلح دموکراتیک معتقدند که هر دو شکل دموکراسی انتخاباتی و جمهوری‌خواهانه در درگیری مسلحانه با دیگر دموکراسی‌های شناخته‌شده مردد هستند. طرفداران مختلف این نظریه بیان می‌کنند که عوامل متعددی در ایجاد صلح میان دولت‌های دموکراتیک نقش دارند. نظریه‌پردازان مختلف، شکل‌های متفاوتی از این نظریه را مطرح می‌کنند: شکل «مونادیک» (monadic) (دموکراسی‌ها به‌طور کلی در روابط بین‌الملل خود صلح‌جوتر هستند)؛ شکل «دایادیک» (dyadic) (دموکراسی‌ها با سایر دموکراسی‌ها وارد جنگ نمی‌شوند)؛ و شکل «سیستمیک» (systemic) (افزایش تعداد دولت‌های دموکراتیک در نظام بین‌الملل، نظام بین‌الملل را صلح‌آمیزتر می‌کند).
از نظر هنجارهاهنجارها و هویت‌ها، این فرض مطرح است که افکار عمومی در جوامع دموکراتیک در تعامل با دیگر دموکراسی‌ها تمایل بیشتری به صلح‌طلبی دارند و رهبران منتخب دموکراتیک نیز احتمال بیشتری دارد که در مناقشات (چه در سیاست داخلی و چه در سیاست بین‌الملل) به راه‌حل‌های مسالمت‌آمیز متوسل شوند. از نظر محدودیت‌های ساختاری یا نهادی، این فرض وجود دارد که سازوکارهای بازداری و توازن، پاسخگویی رهبران در برابر مردم و وجود ائتلاف‌های برنده گسترده‌تر، آغاز جنگ توسط رهبران دموکراتیک را دشوارتر می‌کند، مگر آنکه نسبت منافع به هزینه‌ها به‌طور آشکاری به نفع آنان باشد.
این محدودیت‌های ساختاری، همراه با ماهیت شفاف دولت‌های دموکراتیک، بسیج برای جنگ و آغاز حملات غافلگیرانه را برای رهبران دموکراتیک دشوارتر می‌کند و این امر موجب کاهش ترس و جلوگیری از تشدید ناخواسته تنش‌ها تا حد جنگ می‌شود. ماهیت شفاف نظام‌های سیاسی دموکراتیک و همچنین مباحثات مشورتی (که شامل احزاب مخالف، رسانه‌ها، کارشناسان و بوروکرات‌ها می‌شود) این امکان را فراهم می‌کند که دولت‌های دموکراتیک مقاصد خود را به‌طور معتبر اعلام کنند. مفهوم «هزینه مخاطب» بیان می‌کند که تهدیدهایی که توسط رهبران دموکراتیک مطرح می‌شود جدی‌تر تلقی می‌شود، زیرا اگر رهبران دموکراتیک از تهدیدات خود عقب‌نشینی کنند، از سوی مردم در انتخابات مجازات خواهند شد. این امر خطر سوء برداشت و محاسبات اشتباه توسط دولت‌ها را کاهش می‌دهد.
رابطه میان صلح و دموکراسی مدت‌هاست که مورد توجه قرار گرفته است، اما نظریه‌پردازان دربارهٔ جهت علیت اختلاف نظر دارند. نظریه صلح دموکراتیک بر این باور است که دموکراسی موجب صلح می‌شود، در حالی که «نظریه صلح سرزمینی» ادعا می‌کند که صلح موجب دموکراسی می‌شود. نظریه‌های دیگری نیز وجود دارند که معتقدند متغیرهای نادیده‌گرفته‌شده بهتر از نظریه صلح دموکراتیک می‌توانند این همبستگی را توضیح دهند. توضیحات جایگزین برای همبستگی صلح میان دموکراسی‌ها شامل استدلال‌هایی دربارهٔ نهادها، تجارت، وابستگی متقابل اقتصادی، اتحادها، اسلطه جهانی آمریک و ثبات سیاسی می‌شود.

## تاریخچه

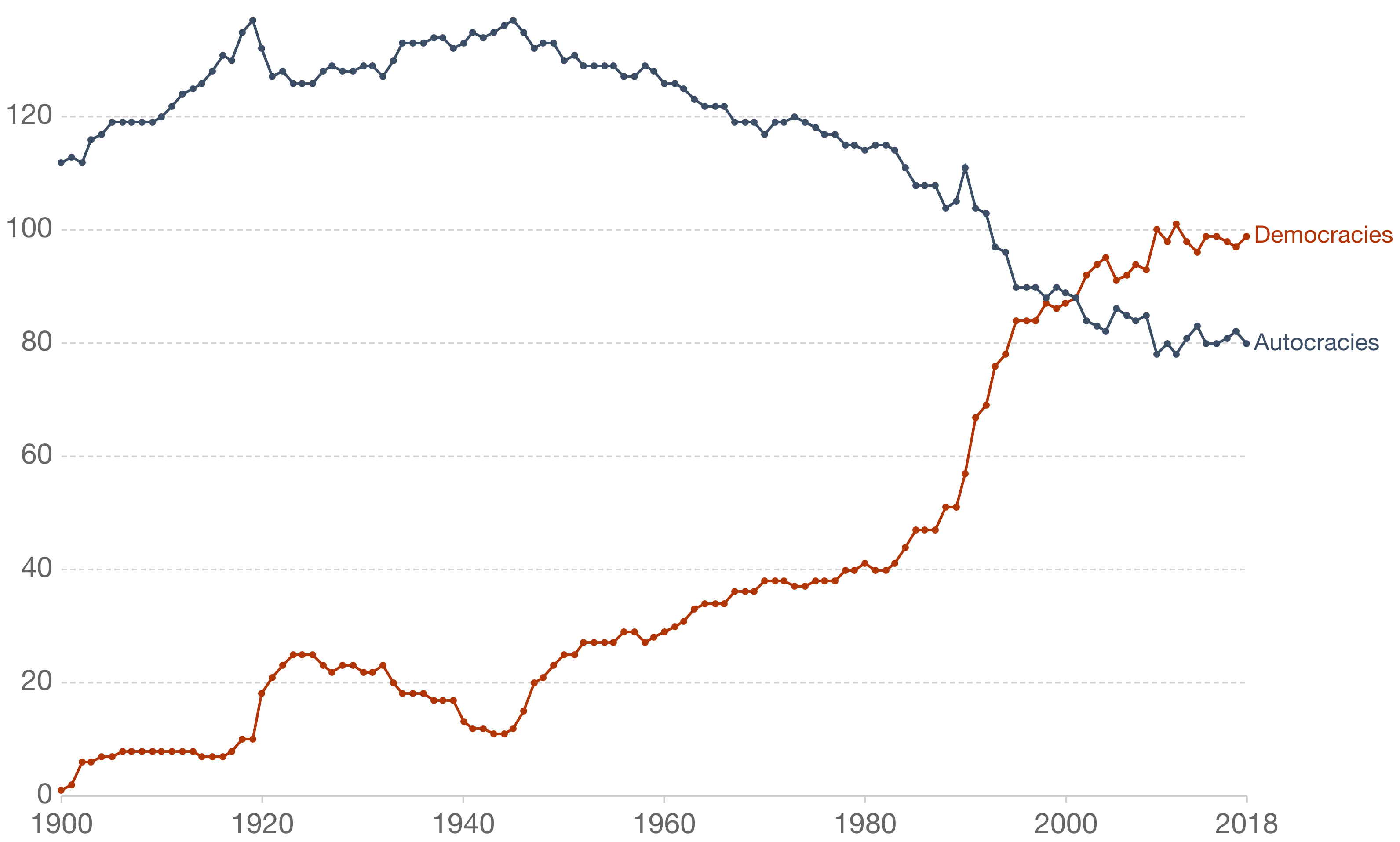
دموکراسی‌ها
استبدادها

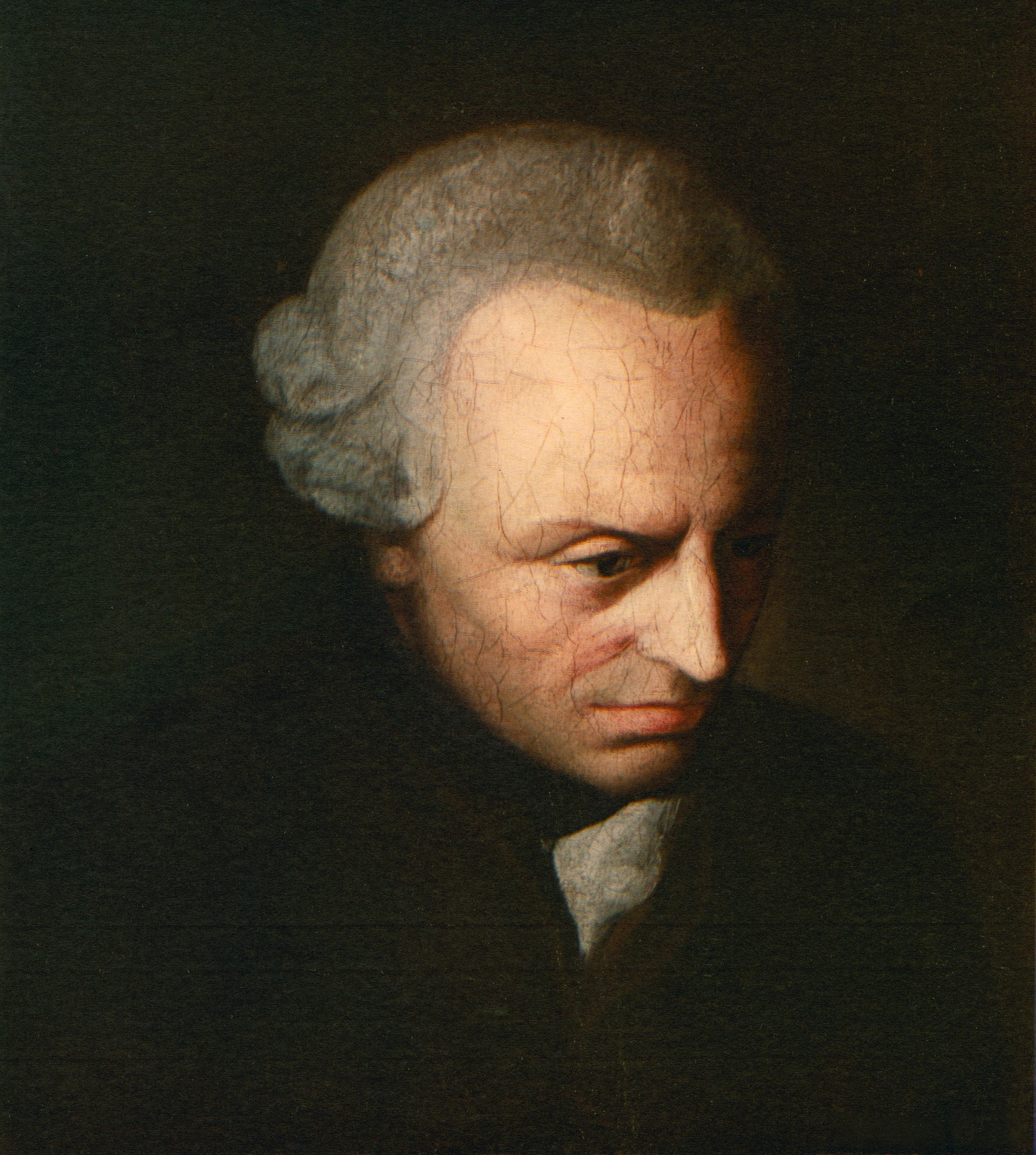
فیلسوف آلمانی
ایمانوئل کانت، c. ۱۷۹۰

اگرچه نظریه صلح دموکراتیک تا دهه ۱۹۶۰ به‌طور دقیق و علمی مورد مطالعه قرار نگرفت، اما اصول اساسی این مفهوم از قرن هجدهم در آثار فیلسوف ایمانوئل کانت و نظریه‌پرداز سیاسی توماس پین مطرح شده بود. کانت در رساله خود با عنوان «صلح پایدار: یک طرح فلسفی» که در سال ۱۷۹۵ نوشته شد، این نظریه را پیش‌بینی کرد، هرچند او معتقد بود که جهانی متشکل از جمهوری‌های قانون‌اساسی تنها یکی از چندین شرط لازم برای تحقق صلح پایدار است. در آثار قدیمی‌تر اما کمتر مورد استناد، توماس پین ادعاهای مشابه یا حتی قوی‌تری دربارهٔ ماهیت صلح‌جویانه جمهوری‌ها مطرح کرد. پین در رساله عقل سلیم در سال ۱۷۷۶ نوشت: «جمهوری‌های اروپا همگی (و می‌توان گفت همواره) در صلح هستند.» او استدلال کرد که پادشاهان از روی غرور وارد جنگ می‌شوند، در حالی که جمهوری‌ها در همان شرایط چنین نمی‌کنند. تاریخ‌نگار و جامعه‌شناس فرانسوی الکسی دو توکویل نیز در کتاب دموکراسی در آمریکا (۱۸۳۵–۱۸۴۰) بیان کرد که ملت‌های دموکراتیک کمتر تمایل به جنگ دارند. هربرت اسپنسر نیز رابطه‌ای میان دموکراسی و صلح مطرح کرد.
از زمان این آثار پیشگام، مطالعات فراوانی در این زمینه انجام شده است. بیشتر این پژوهش‌ها به این نتیجه رسیده‌اند که نوعی از صلح دموکراتیک وجود دارد، هرچند اختلاف‌نظرهای روش‌شناختی و موارد مشکوک همچنان به‌طور کامل حل‌وفصل نشده‌اند.

## تعاریف

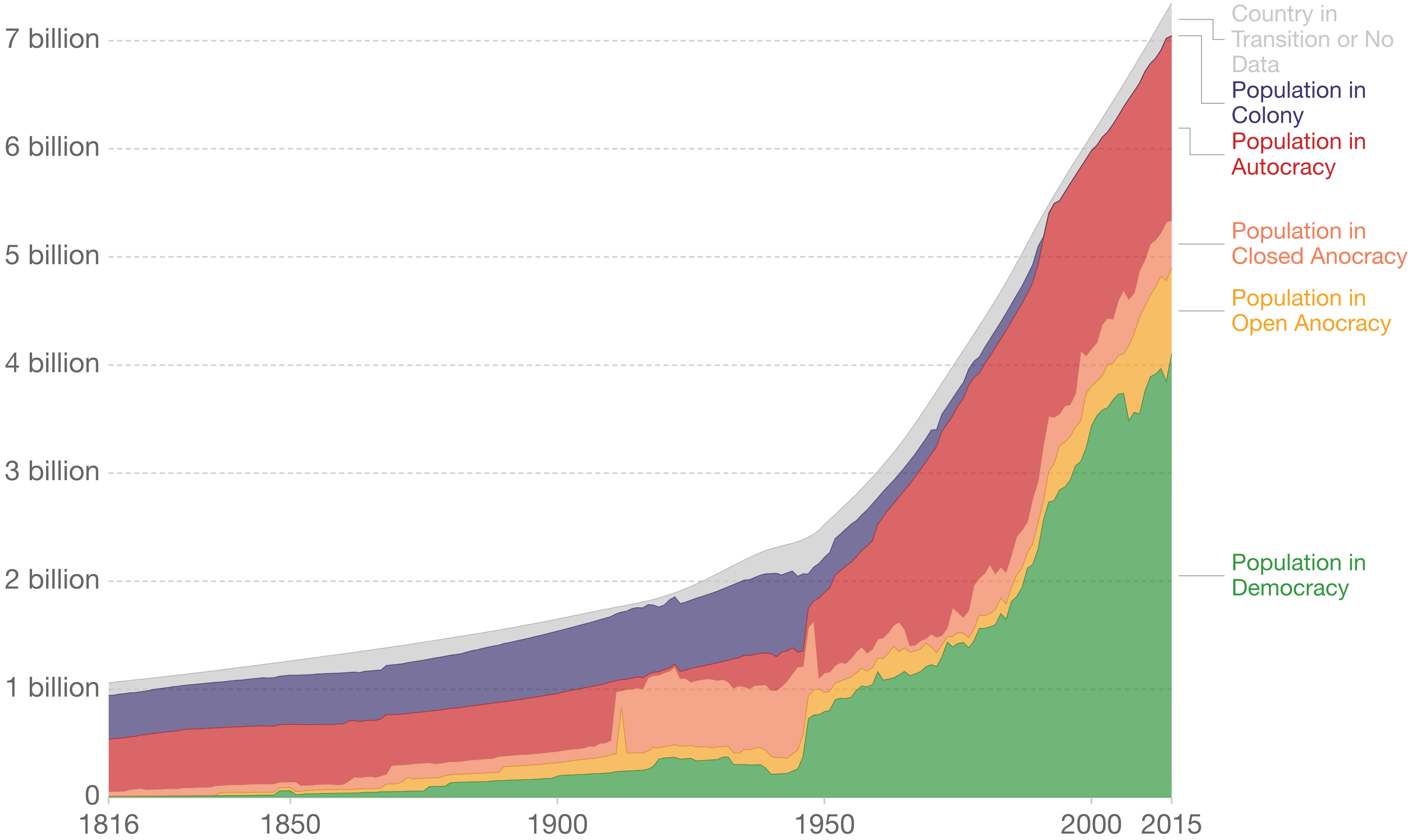
جمعیت جهان بر اساس نوع رژیم سیاسی.

تحقیق در مورد نظریه صلح دموکراتیک باید «دموکراسی» و «صلح» (یا اغلب «جنگ») را تعریف کند.

### تعریف دموکراسی
دموکراسی توسط نظریه‌پردازان و پژوهشگران مختلف به شیوه‌های متفاوتی تعریف شده است و این موضوع تا حدی دلیل تفاوت نتایج آنان است. برخی نمونه‌ها:
اسمال و سینگر دموکراسی را به‌عنوان کشوری تعریف می‌کنند که (۱) انتخابات دوره‌ای برگزار می‌کند که در آن احزاب مخالف به‌اندازه احزاب حاکم آزادانه می‌توانند رقابت کنند، (۲) دست‌کم ۱۰ درصد جمعیت بزرگسال حق رأی داشته باشند و (۳) مجلسی داشته باشد که یا بر قوه مجریه کنترل داشته باشد یا با آن برابری کند.
دویل معتقد است که «نظام‌های لیبرال» باید (۱) اقتصادی مبتنی بر بازار یا مالکیت خصوصی داشته باشند، (۲) از نظر سیاست‌گذاری دارای حاکمیت داخلی باشند، (۳) شهروندان دارای حقوق قضایی باشند و (۴) حکومت نمایندگی داشته باشند. طبق تعریف او، یا ۳۰ درصد مردان بالغ باید حق رأی داشته باشند یا امکان کسب حق رأی از طریق مالکیت کافی وجود داشته باشد. او نسبت به سایر پژوهشگران قدرت بیشتری برای پادشاهان موروثی قائل است؛ برای مثال، حکومت لوئی فیلیپ فرانسه را یک رژیم لیبرال محسوب می‌کند.
ری شرط می‌گذارد که دست‌کم ۵۰ درصد جمعیت بزرگسال حق رأی داشته باشند و حداقل یک انتقال قدرت اجرایی به‌طور مسالمت‌آمیز و قانونی از یک حزب مستقل به حزب دیگر از طریق انتخابات انجام شده باشد. این تعریف دوره‌های طولانی را که اغلب دموکراتیک تلقی می‌شوند، کنار می‌گذارد؛ برای مثال ایالات متحده تا سال ۱۸۰۰، هند از زمان استقلال تا ۱۹۷۹ و ژاپن تا ۱۹۹۳ همگی تحت سیستم تک‌حزبی غالب بوده‌اند و بر اساس این تعریف دموکراتیک محسوب نمی‌شوند.
رامل دموکراسی را «دموکراسی لیبرال» تعریف می‌کند که در آن صاحبان قدرت از طریق انتخابات رقابتی با رأی مخفی و حق رأی گسترده (به‌طور کلی شامل دست‌کم دو سوم مردان بالغ) انتخاب می‌شوند؛ آزادی بیان، مذهب و تشکل وجود دارد؛ و چارچوب قانونی مشروطه‌ای برقرار است که دولت تحت آن تابع قانون است و حقوق برابر را تضمین می‌کند.

#### طبقه‌بندی‌های غیر دوگانه
تعاریف فوق به‌صورت دوگانه هستند و کشورها را یا در دسته دموکراسی‌ها قرار می‌دهند یا در دسته غیر دموکراسی‌ها. بسیاری از پژوهشگران به‌جای این روش، از مقیاس‌های دقیق‌تر استفاده کرده‌اند. یکی از این نمونه‌ها مجموعه داده‌های پلیتی است که از سال ۱۸۰۰ هر کشور را هر ساله در دو مقیاس امتیازدهی می‌کند: یکی برای دموکراسی و دیگری برای خودکامگی؛ همچنین نمونه‌های دیگری نیز وجود دارد. استفاده از داده‌های پلیتی متفاوت بوده است: برخی پژوهشگران همبستگی بین مقیاس دموکراسی و جنگ‌طلبی را بررسی کرده‌اند؛ برخی دیگر، همانند سازندگان این داده‌ها، کشورهایی را که امتیاز دموکراسی بالا و امتیاز خودکامگی پایین دارند، دموکراسی می‌نامند و به‌صورت دودویی طبقه‌بندی می‌کنند؛ و گروهی دیگر تفاوت این دو امتیاز را محاسبه کرده و گاهی دوباره آن را به طبقه‌بندی دودویی تبدیل کرده‌اند.

#### دموکراسی‌های جوان
چندین پژوهشگر مشاهده کرده‌اند که بسیاری از استثناهای احتمالی بر نظریه صلح دموکراتیک زمانی رخ داده‌اند که دست‌کم یکی از دموکراسی‌های درگیر بسیار جوان بوده است. به همین دلیل، بسیاری از آنان شرطی را اضافه کرده‌اند که معمولاً بیان می‌کند صلح‌طلبی فقط دربارهٔ دموکراسی‌های بالای سه سال صدق می‌کند. رامل استدلال می‌کند که این مدت برای «پذیرفته شدن رویه‌های دموکراتیک و نهادینه شدن فرهنگ دموکراسی» کافی است. علاوه بر این، این مدت ممکن است فرصت لازم را فراهم کند تا کشورهای دیگر، آن کشور را به‌عنوان یک دموکراسی به رسمیت بشناسند.
مانسفیلد و اسنایدر ضمن تأیید اینکه بین دموکراسی‌های لیبرال بالغ هیچ جنگی رخ نداده، بیان می‌کنند که کشورهایی که در حال گذار به دموکراسی هستند به‌طور ویژه درگیر جنگ می‌شوند. آن‌ها دریافتند که کشورهای در حال دموکراتیزه شدن حتی جنگ‌طلب‌تر از دموکراسی‌های پایدار، خودکامگی‌های پایدار یا حتی کشورهایی هستند که در حال گذار به خودکامگی‌اند؛ بنابراین، آن‌ها توصیه می‌کنند که حذف این جنگ‌ها از تحلیل ممکن است جنبه منفی فرایند دموکراتیزه شدن را پنهان کند. بازتحلیل نتایج آماری مطالعه پیشین تأکید می‌کند که رابطه میان دموکراتیزه شدن و جنگ فقط در مورد کشورهایی صادق است که قوه مجریه در آن‌ها قدرت، استقلال و استحکام نهادی کافی ندارد. یک مرور ادبیات دیگر چندین مطالعه را نقل می‌کند که نشان می‌دهد افزایش خطر جنگ در کشورهای در حال دموکراتیزه شدن تنها زمانی رخ می‌دهد که بسیاری از کشورهای اطراف غیر دموکراتیک باشند. اگر جنگ‌های میان دموکراسی‌های جوان در تحلیل گنجانده شود، چندین مطالعه و مرور همچنان شواهد کافی برای تأیید ادعای قوی‌تر مبنی بر اینکه همه دموکراسی‌ها، چه جوان و چه تثبیت‌شده، کمتر با یکدیگر وارد جنگ می‌شوند ارائه می‌دهند؛ هرچند برخی این نتیجه را رد می‌کنند.

### تعریف جنگ
پژوهش‌های کمی دربارهٔ جنگ‌های بین‌المللی معمولاً جنگ را به‌عنوان یک درگیری نظامی با بیش از ۱۰۰۰ کشته در نبرد در طول یک سال تعریف می‌کنند. این همان تعریفی است که در پروژه «همبستگی‌های جنگ» (Correlates of War Project) استفاده می‌شود و این پروژه داده‌های بسیاری از مطالعات دربارهٔ جنگ را تأمین کرده است. در عمل، بیشتر درگیری‌های نظامی مورد نظر به‌وضوح بالاتر یا پایین‌تر از این آستانه قرار می‌گیرند.
برخی پژوهشگران از تعاریف متفاوتی استفاده کرده‌اند. برای مثال، وئارت جنگ را به‌عنوان بیش از ۲۰۰ کشته در نبرد تعریف می‌کند. روسِت هنگام بررسی یونان باستان، تنها وجود درگیری واقعی نظامی را کافی می‌داند، مشروط بر اینکه نیروهای درگیر در هر دو طرف تحت اختیار دولت باشند.
«اختلافات بین‌دولتی نظامی‌شده» Militarized Interstate Disputes (MIDs) در طبقه‌بندی پروژه «همبستگی‌های جنگ» درگیری‌هایی سبک‌تر از جنگ هستند. چنین درگیری‌ای ممکن است چیزی بیش از نمایش قدرت نظامی بدون کشته شدن در نبرد نباشد. MIDs و جنگ‌ها با هم «درگیری‌های بین‌دولتی نظامی‌شده» (MICs) را تشکیل می‌دهند. MIDs شامل درگیری‌هایی هستند که مقدم بر جنگ هستند؛ بنابراین تفاوت میان MIDs و MICs ممکن است کمتر از آن چیزی باشد که به نظر می‌رسد.
تحلیل‌های آماری و دغدغه‌های مربوط به «درجه آزادی» دلایل اصلی استفاده از MIDs به‌جای جنگ‌های واقعی هستند. جنگ‌ها نسبتاً نادرند. میانگین نسبت ۳۰ MID به یک جنگ، محیط آماری غنی‌تری برای تحلیل فراهم می‌کند.

### صلح مونادیک در برابر صلح دایادیک
بیشتر پژوهش‌ها بر «صلح دایادیک» متمرکز است، یعنی اینکه دموکراسی‌ها با یکدیگر وارد جنگ نمی‌شوند. تعداد کمی از پژوهشگران از «صلح مونادیک» حمایت کرده‌اند، یعنی این فرض که دموکراسی‌ها به‌طور کلی صلح‌طلب‌تر هستند. مقالات اخیر اندکی اثر مونادیک را نشان می‌دهند. مولر و وولف در فهرست کردن این مقالات تأیید می‌کنند که «به‌طور میانگین، دموکراسی‌ها ممکن است اندکی، اما نه به‌طور قابل توجهی، کمتر جنگ‌طلب باشند» اما توضیحات کلی مونادیک را «نه ضروری و نه قانع‌کننده» می‌دانند. آن‌ها خاطرنشان می‌کنند که دموکراسی‌ها در جنگ‌طلبی علیه غیر دموکراسی‌ها تفاوت‌های زیادی داشته‌اند.

## آغاز درگیری
طبق یک مطالعه مروری در سال ۲۰۱۷، «شواهد کافی وجود دارد که نشان دهد دموکراسی دست‌کم بین دموکراسی‌ها موجب صلح می‌شود و همبستگی مشاهده‌شده میان دموکراسی و صلح، ساختگی نیست.»
بیشتر پژوهش‌ها فقط به بررسی طرف‌های درگیر پرداخته‌اند و سؤالِ اینکه چه کسی درگیری را آغاز کرده است را نادیده گرفته‌اند. در بسیاری از درگیری‌ها، هر دو طرف ادعا می‌کنند که طرف مقابل آغازگر بوده است. چندین پژوهشگر استدلال کرده‌اند که مطالعه آغاز درگیری ارزش محدودی دارد، زیرا داده‌های موجود در این زمینه به‌ویژه غیرقابل اعتماد هستند. با این حال، چندین مطالعه به این موضوع پرداخته‌اند. رایتر و استام استدلال می‌کنند که خودکامگی‌ها بیشتر از دموکراسی‌ها علیه دموکراسی‌ها درگیری آغاز می‌کنند. کوکن‌بوش و رودی، ضمن تأیید نتایج رایتر و استام، دریافتند که دموکراسی‌ها بیشتر از غیر دموکراسی‌ها علیه غیر دموکراسی‌ها جنگ آغاز می‌کنند. چندین مطالعه بعدی بررسی کرده‌اند که انواع مختلف خودکامگی‌ها با نهادهای متفاوت چگونه از نظر آغاز درگیری تفاوت دارند. دیکتاتوری‌های شخصی‌محور و نظامی در مقایسه با سایر انواع خودکامگی‌ها مانند دولت‌های تک‌حزبی، بیشتر مستعد آغاز درگیری هستند، اما همچنین بیشتر هدف حملات آغاز شده توسط سایر بازیگران قرار می‌گیرند.
یک مطالعه در سال ۲۰۱۷ نشان داد که دموکراسی‌ها در حل‌وفصل مسالمت‌آمیز اختلافات مرزی موفق‌تر از غیر دموکراسی‌ها نیستند.

## خشونت داخلی و نسل‌کشی
بیشتر این مقاله به پژوهش‌های مربوط به روابط بین دولت‌ها می‌پردازد. با این حال، شواهدی نیز وجود دارد که نشان می‌دهد دموکراسی‌ها دارای خشونت سیستماتیک داخلی کمتری هستند. برای مثال، یک مطالعه نشان می‌دهد که دموکراتیک‌ترین و خودکامه‌ترین دولت‌ها کمتر شاهد وقوع جنگ داخلی هستند، در حالی که رژیم‌های میانی بیشترین میزان جنگ داخلی را دارند. احتمال وقوع جنگ داخلی همچنین با تغییرات سیاسی افزایش می‌یابد، چه این تغییرات به سمت دموکراسی بیشتر باشد و چه به سمت خودکامگی بیشتر. رژیم‌های میانی فارغ از مدت زمان سپری‌شده از تغییرات سیاسی، همچنان بیشترین آمادگی را برای جنگ داخلی دارند. در بلندمدت، چون رژیم‌های میانی از خودکامگی‌ها و خودکامگی‌ها از دموکراسی‌ها بی‌ثبات‌ترند، دموکراسی پایدار محتمل‌ترین نقطه پایان فرایند مردم‌سالاری شدن است. مطالعه آبادیه نشان می‌دهد که دموکراتیک‌ترین کشورها کمترین میزان تروریسم را دارند. هارف نشان می‌دهد که نسل‌کشی و پاک‌سازی سیاسی جمعیت (politicide) در دموکراسی‌ها نادر است. رامل نیز نشان می‌دهد که هرچه یک رژیم دموکراتیک‌تر باشد، میزان مردم‌کشی (Democide) آن کمتر است. او دریافته است که مردم‌کشی شش برابر نبردها انسان کشته است.
داونپورت و آرمسترانگ دوم چندین مطالعه دیگر را مرور کرده و می‌گویند: «بارها نشان داده شده است که نظام‌های سیاسی دموکراتیک ممنوعیت‌های سیاسی، سانسور، شکنجه، ناپدیدشدن‌ها و کشتار جمعی را کاهش می‌دهند و این امر به‌طور خطی در میان سنجش‌ها، روش‌شناسی‌ها، دوره‌های زمانی، کشورها و زمینه‌های متنوع صادق است.» آن‌ها نتیجه می‌گیرند: «در میان انواع شاخص‌ها و تکنیک‌های روش‌شناختی، مشخص شده است که زیر سطح معینی، دموکراسی تأثیری بر نقض حقوق بشر ندارد، اما بالاتر از این سطح، دموکراسی به‌طور منفی و تقریباً خطی بر سرکوب تأثیر می‌گذارد.» آن‌ها همچنین بیان می‌کنند که سی سال پژوهش آماری نشان داده است که تنها دو متغیر نقض حقوق بشر را کاهش می‌دهند: دموکراسی سیاسی و توسعه اقتصادی.
ابولوف و گلدمن یک نکته احتیاطی را مطرح می‌کنند و بر خاورمیانه و شمال آفریقا (MENA) تمرکز دارند. از نظر آماری، یک دموکراسی در منطقه منا باعث می‌شود کشور هم بیشتر مستعد شروع و هم وقوع جنگ داخلی باشد و هرچه یک کشور در منا دموکراتیک‌تر باشد، احتمال درگیری خشونت‌آمیز درون‌کشوری در آن بیشتر است. علاوه بر این، بی‌سالاری چه در سطح جهان و چه در MENA ظاهراً مستعد جنگ داخلی نیستند. در جستجوی علیت فراتر از همبستگی، آن‌ها پیشنهاد می‌کنند که اثر آرامش‌بخش دموکراسی تا حدی از طریق پذیرش اجتماعی حق تعیین سرنوشت و حاکمیت مردم میانجی‌گری می‌شود. این امر ممکن است «ناسیونالیسم دموکراتیزه‌شونده» را به پیش‌شرط بلندمدت و نه فقط مانعی فوری برای صلح و دموکراسی تبدیل کند.

## پی‌نوشت‌ها
1. ↑  Michael Doyle's pioneering work "Kant, Liberal Legacies, and Foreign Affairs", Philosophy and Public Affairs (1983) 205, 207–208, initially applied this international relations paradigm to what he called "Liberal states" which are identified as entities "with some form of representative democracy, a market economy based on private property rights, and constitutional protections of civil and political rights." This theory has been alternately referred to as the "Liberal peace theory" For example, Clemens Jr. , Walter C. Complexity Theory as a Tool for Understanding and Coping with Ethnic Conflict and Development Issues in Post-Soviet Eurasia. International Journal of Peace Studies. بایگانی‌شده  در ۵ اکتبر ۲۰۰۹ توسط Wayback Machine
2. 1 2  Russett 1993.
3. ↑  Hegre 2014.
4. ↑  Doyle 2017, pp. 503–533.
5. ↑  Deudney 2007.
6. ↑  Reiter 2012.
7. ↑  Gibler & Miller 2021.
8. 1 2  Reiter 2017.
9. ↑  Hobson 2017.
10. ↑  Rosato 2003.
11. ↑  Downes & Sechser 2012.
12. 1 2  Roser 2013.
13. ↑  Imai & Lo 2021.
14. ↑  Levy & Thompson 2011.
15. ↑  Paine 1945, p. 27.
16. ↑  Tocqueville 1988, pp. 659–660.
17. ↑  Bernard, L. L. (1916). "War and the Democratic State". American Journal of Sociology. 22 (2): 193–202. doi:10.1086/212604. ISSN 0002-9602. JSTOR 2763820.
18. ↑  Kinsella 2005.
19. ↑  Small & Singer 1976.
20. 1 2  Doyle 1983a, 1983b
21. ↑  Ray 1995, p. 100.
22. 1 2 3 4  Rummel 1997.
23. ↑  Gleditsch 1992.
24. 1 2  Weart 1998.
25. ↑  Mansfield & Snyder 2002.
26. ↑  Mansfield & Snyder 2005.
27. ↑  Owen 2005.
28. ↑  Braumoeller 2004.
29. 1 2  Ray 2003.
30. ↑  Ray 1998.
31. ↑  Hegre 2004.
32. ↑  Schwartz & Skinner 2002, p. 159.
33. ↑  Ray 1995, p. 103.
34. ↑  Russett 1993, p. 50.
35. ↑  Mousseau & Shi 1999.
36. ↑  Müller & Wolff 2004.
37. ↑  Gleditsch, Christiansen & Hegre 2004.
38. ↑  Reiter & Stam 2003.
39. ↑  Quackenbush & Rudy 2006.
40. ↑  Peceny & Beer 2003.
41. ↑  Peceny & Butler 2004.
42. ↑  Lai & Slater 2006.
43. ↑  Peceny, Beer & Sanchez-Terry 2002.
44. ↑  Gibler & Owsiak 2017.
45. ↑  Hegre et al. 2001.
46. ↑  Abadie 2004.
47. ↑  Harff 2003.
48. ↑  Davenport & Armstrong II 2004, p. 1.
49. ↑  Davenport & Armstrong II 2003.
50. ↑  Abulof & Goldman 2015.